# چوی ده چول
چوی ده چول (کره‌ای: 최대철؛ زادهٔ چوی وون چول [최원철] در ۱۶ اکتبر ۱۹۷۸) بازیگر اهل کره جنوبی است. او از سال ۲۰۰۲ در تئاتر موزیکال فعال است و به عنوان نقش مکمل در درام‌های کره‌ای نیز بازی کرده‌است.

## فیلم‌شناسی
- منتخب فیلم‌شناسی
- عشق در مهتاب
- رئیس درونگرا
- شورشی: دزدی که از مردم می‌دزدد
- وقتی کاملیا شکوفا می‌شود
- بیدار
- مخفی
- بازرس کو
- شکوفایی جوانی ما[۶]